# ناصر الدين محمود

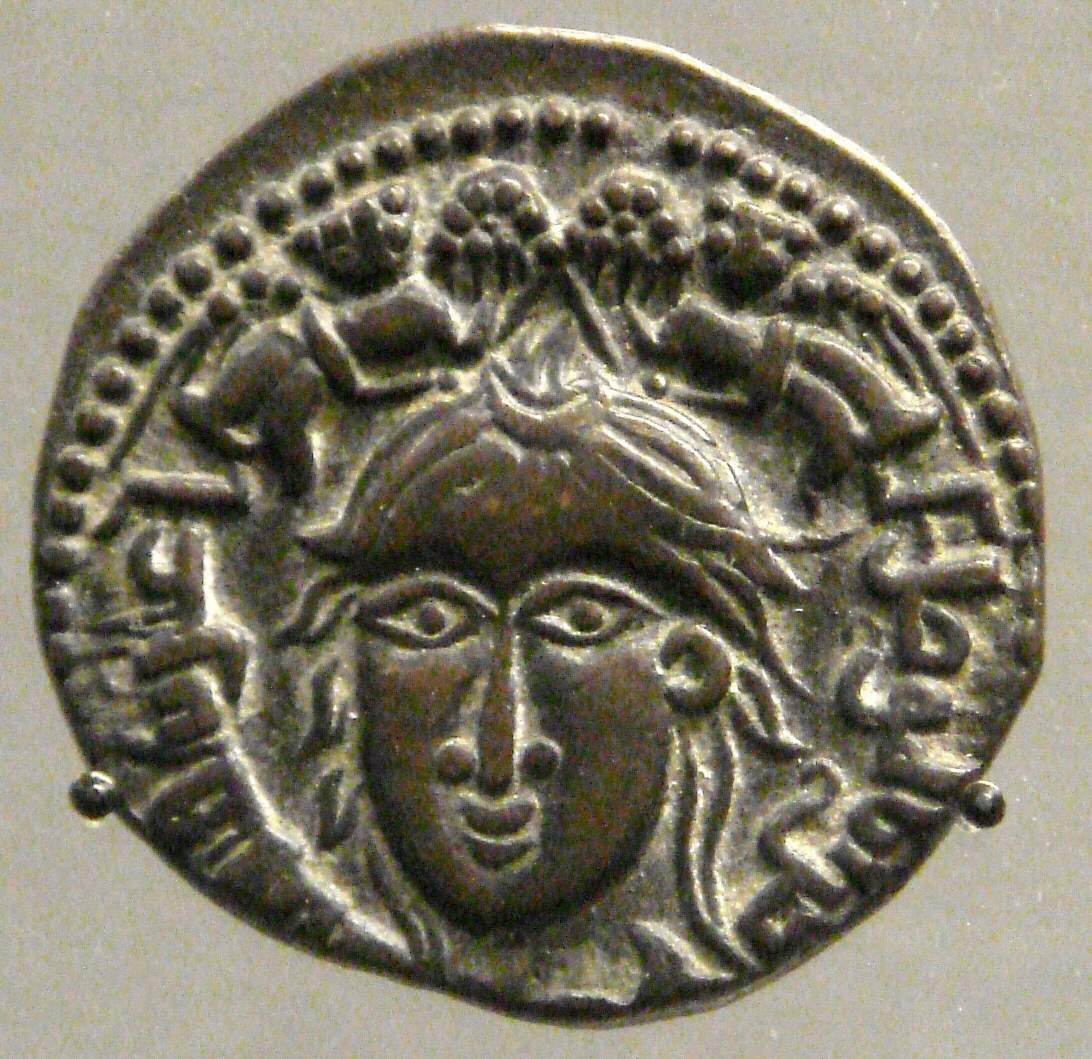
عملة محمود الثاني، عملة مسكوكة في الموصل، 1223. المتحف البريطاني.

ناصر الدين محمود (أو محمود الثاني)  الأمير الزنكي للموصل في الفترة من (1219-1234). كان خليفة نور الدين أرسلان شاه الثاني.